# Harry Judd
Harry Mark Christopher Judd va néixer a Chelmsford, Essex, Regne Unit el 23 de desembre de 1985. Més conegut com a Harry Judd, és el bateria del grup britànic McFly, juntament amb els seus companys Tom Fletcher, Dougie Poynter i Danny Jones.
Actualment, Harry, amb els seus companys de McFly més Busted està preparant un nou projecte com McBusted. A finals de l'any 2013 el grup va anunciar una gira pel Regne Unit.